# Osiedle Morskie (Koszalin)
Osiedle Morskie – osiedle w północnej części Koszalina.
Osiedle Morskie rozpoczęto budować w drugiej połowie lat 70. XX wieku na gruntach dawnej wsi Kawiłęg (do 1945 niem. Kawelung, a kolonia domów przy obecnej ulicy Morskiej Augustental). W środkowej części znajdują się pięciokondygnacyjne bloki z tzw. wielkiej płyty zlokalizowane pomiędzy ulicą Franciszkańską (do 1992 północny odcinek ulicy Niepodległości) a Bosmańską. Pozostała część osiedla posiada zabudowę jednorodzinną, częściowo sprzed 1945. 
Na terenie osiedla znajduje się parafia św. Ignacego Loyoli.